# Вівервілл (Північна Кароліна)
Вівервілл (англ. Weaverville) — місто (англ. town) в США, в окрузі Банком штату Північна Кароліна. Населення — 4567 осіб (2020).

## Географія
Вівервілл розташований за координатами 35°41′52″ пн. ш. 82°33′25″ зх. д. / 35.69778° пн. ш. 82.55694° зх. д. (35.697697, -82.556920).  За даними Бюро перепису населення США в 2010 році місто мало площу 8,92 км², з яких 8,90 км² — суходіл та 0,02 км² — водойми. В 2017 році площа становила 9,74 км², з яких 9,72 км² — суходіл та 0,02 км² — водойми.

## Демографія
Згідно з переписом 2010 року, у місті мешкало 3120 осіб у 1411 домогосподарстві у складі 892 родин. Густота населення становила 350 осіб/км².  Було 1582 помешкання (177/км²).
Расовий склад населення:
| - 95,2 % — білих - 0,9 % — чорних або афроамериканців - 0,4 % — азіатів - 0,3 % — вихідців з тихоокеанських островів |

До двох чи більше рас належало 2,7 %. Частка іспаномовних становила 2,1 % від усіх жителів.
За віковим діапазоном населення розподілялося таким чином: 17,4 % — особи молодші 18 років, 54,9 % — особи у віці 18—64 років, 27,7 % — особи у віці 65 років та старші. Медіана віку мешканця становила 51,4 року. На 100 осіб жіночої статі у місті припадало 82,0 чоловіків;  на 100 жінок у віці від 18 років та старших — 77,2 чоловіків також старших 18 років.
Середній дохід на одне домашнє господарство  становив 74 629 доларів США (медіана — 52 263), а середній дохід на одну сім'ю — 82 839 доларів (медіана — 56 406). Медіана доходів становила 48 333 долари для чоловіків та 35 966 доларів для жінок. За межею бідності перебувало 7,6 % осіб, у тому числі 19,4 % дітей у віці до 18 років та 7,5 % осіб у віці 65 років та старших.
Цивільне працевлаштоване населення становило 1553 особи. Основні галузі зайнятості: освіта, охорона здоров'я та соціальна допомога — 21,8 %, роздрібна торгівля — 19,6 %, науковці, спеціалісти, менеджери — 10,8 %, виробництво — 10,8 %.